# سبيكارد (ميزوري)
سبيكارد (بالإنجليزية: Spickard city, Missouri)‏ هي مدينة تقع بولاية ميزوري في الولايات المتحدة. تبلغ مساحتها 1.64 كم2، وترتفع عن سطح البحر 250.8504 م، بلغ عدد سكانها 254 نسمة في عام 2010 حسب إحصاء مكتب تعداد الولايات المتحدة وتصل الكثافة السكانية فيها 154.9 نسمة لكل كيلومتر مربع (401.2/ميل2).

## التركيبة السكانية
حدّد مكتب تعداد الولايات المتحدة بيانات التركيبة السكانية لسبيكارد في تعداد الولايات المتحدة. في ما يلي، التركيبة السكانية حسب تعدادي 2000 و2010.

### تعداد عام 2000
بلغ عدد سكان سبيكارد 315 نسمة بحسب تعداد عام 2000، وبلغ عدد الأسر 142 أسرة وعدد العائلات 79 عائلة مقيمة في المدينة. في حين سجلت الكثافة السكانية 192.1 نسمة لكل كيلومتر مربع (497.5/ميل2). وبلغ عدد الوحدات السكنية 162 وحدة بمتوسط كثافة قدره 98.8 لكل كيلومتر مربع (255.9/ميل2).
وتوزع التركيب العرقي للمدينة بنسبة 97.46% من البيض و0.32% من الأمريكيين ذوي الأصول الآسيوية و2.22% من عرقين مختلطين أو أكثر و0.95% من الهسبانيون أو اللاتينيون من أي عرق.
بلغ عدد الأسر 142 أسرة كانت نسبة 29.6% منها لديها أطفال تحت سن الثامنة عشر تعيش معهم، وبلغت نسبة الأزواج القاطنين مع بعضهم البعض 43% من أصل المجموع الكلي للأسر، ونسبة 9.9% من الأسر كان لديها معيلات من الإناث دون وجود شريك، بينما كانت نسبة 2.8% من الأسر لديها معيلون من الذكور دون وجود شريكة وكانت نسبة 44.4% من غير العائلات. تألفت نسبة 37.3% من أصل جميع الأسر من عدة أفراد يعيشون في نفس المنزل ونسبة 16.9% كانت تتألف من شخص يعيش بمفرده يبلغ من العمر 65 عاماً أو أكثر. وبلغ متوسط حجم الأسرة المعيشية 2.22، أما متوسط حجم العائلات فبلغ 2.96.
بلغ العمر الوسطي للسكان 37.8 عاماً. وكانت نسبة 27.3% من القاطنين تحت سن الثامنة عشر، وكانت نسبة 6.7% بين الثامنة عشر والرابعة والعشرين عاماً، ونسبة 30.8% كانت واقعةً في الفئة العمرية ما بين الخامسة والعشرين والرابعة والأربعين عاماً، ونسبة 20.3% كانت ما بين الخامسة والأربعين والرابعة والستين، ونسبة 14.9% كانت ضمن فئة الخامسة والستين عاماً فما فوق. يوجد لكل 100 أنثى 88.6 ذكر، ويوجد لكل 100 أنثى في الثامنة عشر من عمرها فما فوق 84.7 ذكر.
بلغ متوسط دخل الأسرة في المدينة 18,194 دولارًا، أما متوسط دخل العائلة فبلغ 17,059 دولارًا. وكان متوسط دخل الذكور 19,583 دولارًا مقابل 16,875 دولارًا للإناث. وسجل دخل الفرد الخاص بالمدينة 12,761 دولارًا. وكانت نسبة 40.9% من العائلات ونسبة 40.4% من السكان تحت خط الفقر، وكان من هؤلاء نسبة 57.3% تحت سن الثامنة عشر ونسبة 29.8% في الخامسة والستين من العمر وما فوق.

### تعداد عام 2010
بلغ عدد سكان سبيكارد 254 نسمة بحسب تعداد عام 2010، وبلغ عدد الأسر 112 أسرة وعدد العائلات 68 عائلة مقيمة في المدينة. في حين سجلت الكثافة السكانية 154.9 نسمة لكل كيلومتر مربع (401.2/ميل2). وبلغ عدد الوحدات السكنية 148 وحدة بمتوسط كثافة قدره 90.2 لكل كيلومتر مربع (233.6/ميل2).
وتوزع التركيب العرقي للمدينة بنسبة 98.43% من البيض و0.39% من الأعراق الأخرى و1.18% من عرقين مختلطين أو أكثر و1.57% من الهسبانيون أو اللاتينيون من أي عرق.
بلغ عدد الأسر 112 أسرة كانت نسبة 29.5% منها لديها أطفال تحت سن الثامنة عشر تعيش معهم، وبلغت نسبة الأزواج القاطنين مع بعضهم البعض 42.9% من أصل المجموع الكلي للأسر، ونسبة 12.5% من الأسر كان لديها معيلات من الإناث دون وجود شريك، بينما كانت نسبة 5.4% من الأسر لديها معيلون من الذكور دون وجود شريكة وكانت نسبة 39.3% من غير العائلات. تألفت نسبة 32.1% من أصل جميع الأسر من عدة أفراد يعيشون في نفس المنزل ونسبة 12.5% كانت تتألف من شخص يعيش بمفرده يبلغ من العمر 65 عاماً أو أكثر. وبلغ متوسط حجم الأسرة المعيشية 2.27، أما متوسط حجم العائلات فبلغ 2.75.
بلغ العمر الوسطي للسكان 41.0 عاماً. وكانت نسبة 23.2% من القاطنين تحت سن الثامنة عشر، وكانت نسبة 9.8% بين الثامنة عشر والرابعة والعشرين عاماً، ونسبة 20.9% كانت واقعةً في الفئة العمرية ما بين الخامسة والعشرين والرابعة والأربعين عاماً، ونسبة 28.7% كانت ما بين الخامسة والأربعين والرابعة والستين، ونسبة 17.3% كانت ضمن فئة الخامسة والستين عاماً فما فوق. وتوزع التركيب الجنسي للسكان بنسبة 50% ذكور و50% إناث.